# 징후구
징후구(한국어: 경호구, 중국어: 镜湖区, 병음: Jìnghú Qū)는 중화인민공화국 안후이성 우후 시의 현급 행정구역이다. 넓이는 58km2이고, 인구는 2007년 기준으로 440,000명이다.

## 행정 구역
11개 가도를 관할한다.
- 가도: 东门街道, 北门街道, 镜湖街道, 赭山街道, 赭麓街道, 北京路街道, 天门山街道, 汀棠街道, 荆山街道, 弋矶山街道, 吉和街道.

## 같이 보기
- 안후이성
- 증상